# Paradromulia rufigrisea
Paradromulia rufigrisea är en fjärilsart som beskrevs av W. Warren 1896. Paradromulia rufigrisea ingår i släktet Paradromulia och familjen mätare. Inga underarter finns listade i Catalogue of Life.